# Saussurea famintziniana
Saussurea famintziniana là một loài thực vật có hoa trong họ Cúc. Loài này được Krassn. miêu tả khoa học đầu tiên năm 1887.